# Sansalé
Pour la ville au Togo, voir Sansale.
Sansalé est une ville et une sous-préfecture de la préfecture de Boké, dans la région de Boké, dans l'ouest de la Guinée. 

## Population
En 2016, la localité comptait 12 698 habitants.